# منطقة البحيرات التركية
منطقة البحيرات التركية (بالتركية: Göller Yöresi)‏ هي منطقة بها سلسلة من البحيرات التكتونية الضحلة داخل ثنايا جبال طوروس في جنوب غرب الأناضول في تركيا

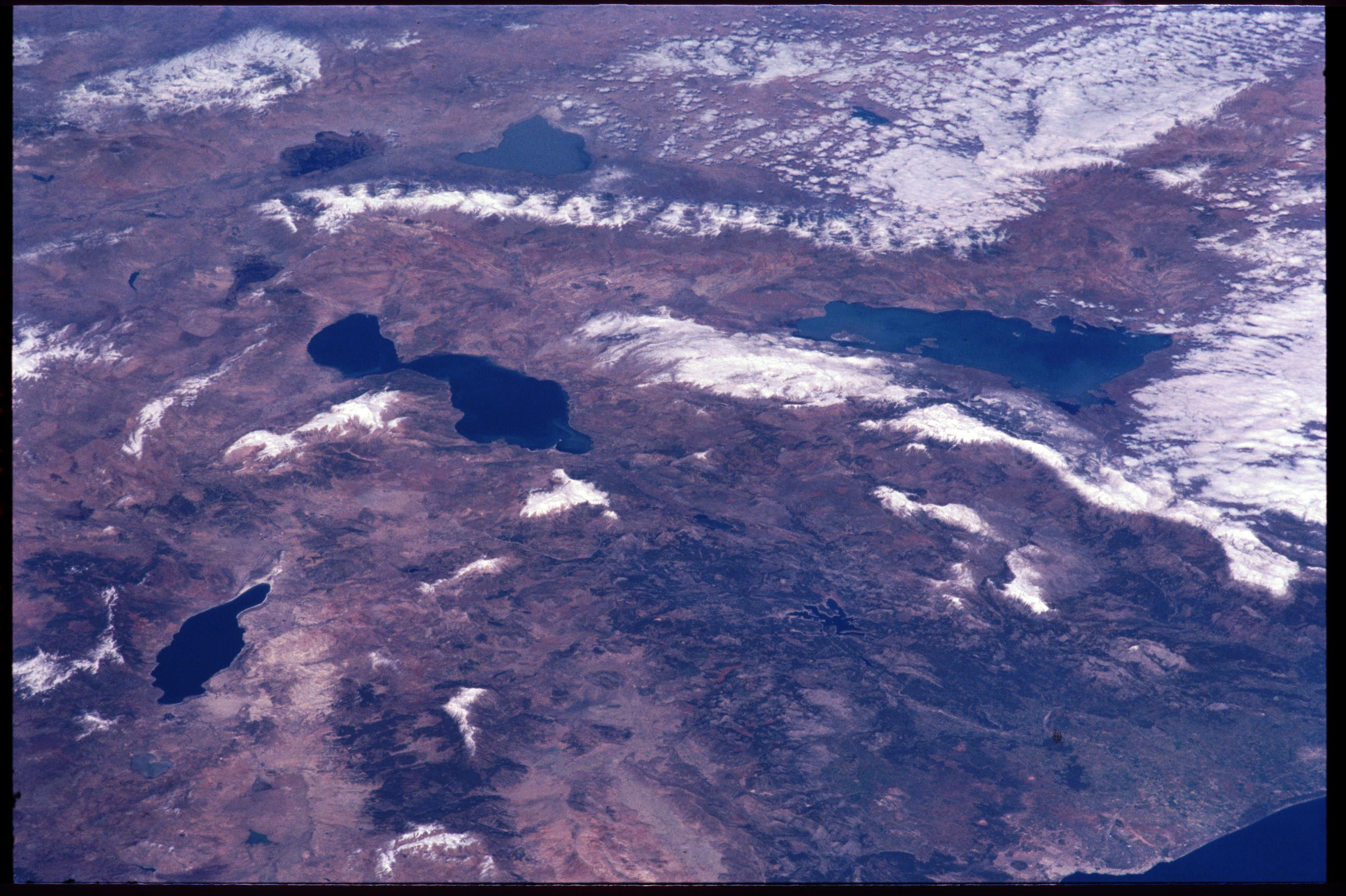
صورة لمنطقة البحيرات التركية من محطة الفضاء الدولية

## البحيرات الرئيسية
- Acıgöl (سناوس)
- Akşehir (فيلوميلا)
- Beyşehir (كوراليس)
- اقيردير
- بوردور،

## البحيرات الأصغر
- اكغول
- Çavuşçu (تاماريسك)
- Eber
- Işıklı (سيفريل)
- كاراتاس
- كوفادا
- سالدا (اوليندينوس)
- سوغلا (Trogitis)
- Yarışlı.